# After Man
After Man: A Zoology of the Future (comercializado en los países hispanos tanto por su nombre original como por la traducción Después del Hombre: Una Zoología del Futuro) es un libro escrito e ilustrado por el geólogo, paleontólogo y divulgador escocés Dougal Dixon, que fue publicado el 1 de enero de 1981. El género en el que podríamos encuadrar esta obra es el de una extraña Zoología-Ficción, un libro del cual se hizo un documental japonés con el mismo nombre.
Como su nombre indica, el autor trata en esta obra de mostrar al lector cómo podría ser la fauna de la Tierra en el futuro, en concreto 50 millones de años después de la extinción de la humanidad en una extinción masiva. En realidad, esto no es más que un pretexto del que Dixon se vale para explicar las leyes que rigen la evolución de los organismos; los procesos de adaptación, especialización, convergencia y radiación; los ciclos geológicos que sufre el planeta, como puede ser la tectónica de placas; y la historia evolutiva previa que han desarrollado los seres vivos actuales.

## El mundo del futuro
Al contrario que en el documental Futuro Salvaje, de temática similar y en el que también ha participado Dixon, en After Man el autor no tuvo en cuenta los efectos que los cambios en la posición de los continentes pueden tener sobre las corrientes marinas y el clima y hábitats de los mismos. Así, la Tierra de After Man es un mundo notablemente similar al del siglo XX, con las mismas zonas climáticas y ecosistemas más o menos iguales e idénticamente repartidos a los actuales. Solo cambian la posición de los continentes, tal y como se espera que estén en esa época, y las nuevas cadenas montañosas que los choques entre los mismos puedan haber causado. 

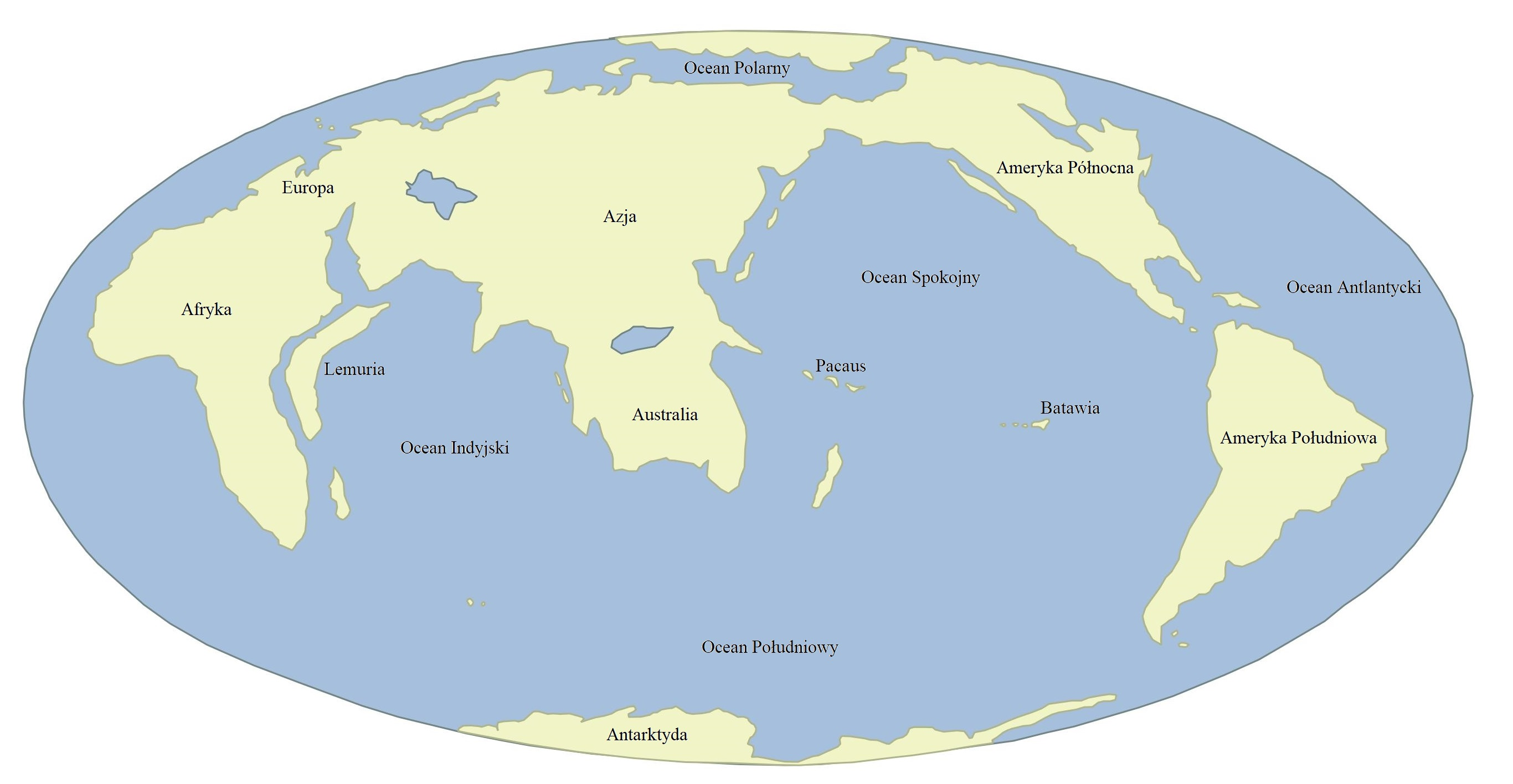
Mapa en polaco de los continentes en After Man, 50 millones de años después de nuestra época debido a la deriva continental.

Dentro de 50 millones de años en este nuevo periodo del Cenozoico que Dixon llamo el Postómico, África ha sido desplazada hacia el noroeste oprimiendo Europa y generando un segundo Himalaya donde antes estaba el mar Mediterráneo. Así mismo, el Gran Valle del Rift se ha ensanchado hasta quedar inundado y convertirse en un nuevo mar, desgajando África Oriental, que ahora se ha unido a Madagascar y forma la isla-continente de Lemuria, habitada por un gran número de endemismos animales. Australia también se ha desplazado hacia el norte, hasta alcanzar el Ecuador. En el camino ha impactado con Indonesia, que ha terminado de emerger de las aguas y forma una zona montañosa que conecta por tierra Asia y Australia, que a resultas de ello ha sido invadida por placentarios y ha perdido parte de su famosa fauna de marsupiales autóctonos, aunque muchos de ellos sobreviven y se diversifican ya que las montañas forman una barrera natural. El océano Atlántico es el doble de ancho, mientras que el océano Pacífico es más estrecho; como resultado, Alaska ha impactado con Kamchatka comunicando también Asia con Norteamérica. Finalmente, el istmo de Panamá se ha roto y Sudamérica lleva millones de años como un continente aislado de los demás, al igual que durante la mayor parte de su historia geológica. La Antártida sigue en unas condiciones parecidas, y Hawái ha crecido tras sucesivas erupciones volcánicas hasta formar la gran isla de Batavia, en medio del Pacífico.

## La fauna
Entre los animales que se extinguieron sin descendientes en After Man se cuentan el hombre y todos sus animales domésticos, además de varios grupos de mamíferos que ya estaban en decadencia en el siglo XX, como los elefantes, perisodáctilos, cetáceos y monotremas. Los roedores e insectívoros, en cambio, están ampliamente diversificados, contándose entre los primeros animales como las ratas-león o el numrat, que se alimenta de hormigas y termitas imitando al extinto oso hormiguero. Los principales herbívoros son los conejílopes, grandes conejos del tamaño de un ciervo que viven en rebaños. En cuanto a los artiodáctilos, están menos diversificados que antaño y se componen en su mayor parte de formas gigantes como los gigantílopes y los capicornios de las selvas y bosques de coníferas, aunque en Lemuria siguen siendo los herbívoros dominantes debido al aislamiento. Los primates están también representados por formas totalmente distintas: desde babuinos-león que cazan herbívoros en África a gibones inteligentes que viven en poblados construidos por ellos en los bosques asiáticos. Los carnívoros, en cambio, son también una reliquia del pasado, aunque todavía cuentan con algunos representantes impresionantes, como un gigantesco mamífero de hábitos similares a la morsa que desciende de la nutria marina.
Al igual que en Lemuria, en Batavia la fauna es endémica, pero en su caso no se trata de animales supervivientes que llevan ahí desde el principio, sino de descendientes de animales voladores que cruzaron el océano. Así, la mayor parte de los animales que la habitan son aves y murciélagos, en muchos casos ápteros. También hay murciélagos que se han adaptado a la vida en el mar y han desarrollado aletas. Comparten su espacio en los mares australes con los pelargónidos, enormes pingüinos que han ocupado el nicho de los extintos cetáceos, siendo el mayor de los cuales el gigantesco Vórtex.

## Repercusiones
El libro de Dixon fue todo un éxito debido a su originalidad, diversión y amenidad a la hora de explicar los fenómenos evolutivos, aunque ello no le hizo escapar de las críticas de varios científicos que discutieron muchos de los hechos y criaturas presentados en la obra por el autor. Sin embargo, la buena acogida del libro fue todo lo que Dougal Dixon podía desear y en los años posteriores llegaron a salir al mercado otros dos libros de evolución especulativa: The New Dinosaurs que trataba de mostrar cómo sería la fauna actual si un asteroide no hubiese chocado contra la Tierra hace 65 millones de años y Man After Man el libro más criticado de todos, donde trataba de mostrar la evolución de la humanidad dentro de 5 millones de años.

## Animales del futuro
- Rabbutks (Ungulagus, Macrolagus y Dolabrodon)
- Mono nadador (Natopithecus ranapes)
- Zorrata (Vulpemys)
- Topo con Colmillos (Scalprodens talpiforme)
- Rana hoja de roble (Grima frondiforme)
- Testadón (Armatechinos impenetrabilis)
- Ganso arborícola (Pendavis bidactylus)
- Baterista del Árbol (Proboscisuncus)
- Chirino (Tendesciurus rufus)
- Gigantílope (Megalodorcas y Grandidorcas)
- Cabecincel (Tenebra vermiforme)
- Mantícora (Phobocebus hamungulus)
- Abadejo (Melesuncus sylvatius)
- Truteal (Terebradens tubauris)
- Murciélago Purrip (Caecopterus sp.)
- Rabuino (Carnopapio)
- Clata (Testudicaudatus tardus)
- Espectrillo (Pallidogale nudicollum)
- Morongo (Saevitia feliforme)
- Kiffá (Armasenex aedificator)
- Paraña (Pennatacaudus volitarius)
- Vortex (Balenornis vivipera)
- Marfín (Stenavis piscivora)